# Campionati cileni di ski cross 2022
I Campionati cileni di ski cross 2022 si sono svolti a Corralco il 2 ottobre. Il programma ha incluso sia la gara femminile che la gara maschile. 
Trattandosi di competizioni valide anche ai fini del punteggio FIS, vi hanno partecipato anche sciatori di altre federazioni, senza che questo consentisse loro di concorrere al titolo nazionale cileno.

## Risultati

### Uomini
| Pos. | Atleta           | Nazione |
| ---- | ---------------- | ------- |
| 1    | Zhong Huachao    | Cina    |
| 2    | Qiu Xiyang       | Cina    |
| 3    | Tang Xiangkun    | Cina    |
| 4    | Joaquin Valdes   | Cile    |
| 5    | Felipe Arancibia | Cile    |
| 6    | Santiago Furniss | Cile    |

### Donne
| Pos. | Atleta            | Nazione |
| ---- | ----------------- | ------- |
| 1    | Zhang Wenya       | Cina    |
| 2    | Chen Wuyan        | Cina    |
| 3    | Ran Hongyun       | Cina    |
| 4    | Josefina Valdes   | Cile    |
| 5    | Aline Fischer     | Cile    |
| 6    | Victoria Bascunan | Cile    |